# Rally de Avilés de 2002
El Rally de Avilés de 2002, oficialmente 26.º Rally de Avilés, fue la vigésimo sexta edición y la quinta cita de la temporada 2002 del Campeonato de España de Rally. Se celebró del 5 al 6 de julio y contó con un itinerario que sumaba un total de 145 km cronometrados.

## Clasificación final
| Pos. | Piloto               | Copiloto           | Automóvil                 | Tiempo  | Diferencia |
| ---- | -------------------- | ------------------ | ------------------------- | ------- | ---------- |
| 1.   | Jesús Puras          | Carlos del Barrio  | Citroën Xsara WRC         | 1:47:30 | 0.0        |
| 2.   | Enrique García Ojeda | Raquel Fernández   | Peugeot 306 Maxi          | 1:50:55 | +3:25      |
| 3.   | Santi Concepción     | Víctor del Rosario | Mitsubishi Lancer Evo VI  | 1:51:54 | +4:24      |
| 4.   | Manuel Cabo          | Eduardo González   | Citroën Saxo Kit Car      | 1:52:17 | +4:47      |
| 5.   | Sergio Vallejo       | Diego Vallejo      | Fiat Punto S1600          | 1:52:49 | +5:19      |
| 6.   | Manuel Muniente      | Borja Rozada       | Peugeot 206 S1600         | 1:53:49 | +6:19      |
| 7.   | Joan Vinyes          | Xavi Lorza         | SEAT Ibiza GTi 16V Júnior | 1:54:05 | +6:35      |
| 8.   | Alberto Hevia        | Alberto Iglesias   | Renault Clio Sport        | 1:55:05 | +7:35      |
| 9.   | Emilio Segura        | Ignacio Aviñó      | Peugeot 206 S1600         | 1:55:07 | +7:37      |
| 10.  | Javier Azcona        | Alejandro Noriega  | Renault Clio Sport        | 1:55:36 | +8:06      |